# Łukasz Fabiański
Łukasz Marek Fabiański (født 18. april 1985 i Kostrzyn nad Odrą, Polen) er en polsk fodboldspiller, der spiller som målmand i den engelske Premier League-klub West Ham. Han kom til klubben i 2018 fra Swansea City.

## Klubkarriere

### Legia Warszawa
Efter at have startet sin seniorkarriere med et halvt år langt ophold hos Lech Poznań, blev Fabiański i vinteren 2005 købt af den polske storklub Legia Warszawa. Her tilbragte han sine første seks måneder som reserve for Artur Boruc, men efter at denne blev solgt til skotske Celtic F.C. blev Fabiański klubbens førstevalg fra og med sæsonen 2005-06. I denne sæson var han med til at sikre klubben det polske mesterskab.
Efter at Fabiański i både 2005-06 og 2006-07-sæsonerne var blevet kåret som den bedste målmand i den polske liga, og samtidig havde fået sin debut på det polske landshold, blev han i sommeren 2007 solgt til den engelske Premier League-klub Arsenal F.C.

### Arsenal F.C.
Fabiański, der fra start blev indkøbt som reserve for førstevalgene Jens Lehmann og Manuel Almunia, fik sin debut for Arsenal i en Carling Cup-kamp mod Newcastle United den 25. september 2007. Den 28. april 2008 spillede han sin første kamp i Premier League mod Derby County.
Da Arsenal i sommeren 2008 solgte Jens Lehmann til tyske VfB Stuttgart betød det samtidig mere spilletid til Fabiański. Han fik sin Champions League-debut for holdet den 5. november 2008 i en kamp mod tyrkiske Fenerbahce SK. Han spillede for klubben de følgende seks sæsoner, og nåede at vinde en FA Cup-titel.

### Swansea City A.F.C.
Den 29. maj 2014 offentliggjorde flere kilder, at Fabianski skiftede til Swansea City.

### West Ham United
Den 20 juni 2018 offentliggjorde West Ham at de havde hentet Fabiański fra Swansea for £7 millioner. han skrev under på en tre-årige kontrakt med klubben

## Landshold
Fabiański står (pr. august 2018) noteret for 46 kampe for Polens landshold, som han debuterede for den 29. marts 2006 i en træningskamp mod Saudi-Arabien. Han var en del af landets trup til både VM i 2006 i Tyskland og EM i 2008 i Østrig og Schweiz.

## Titler
Polske liga
- 2006 med Legia Warszawa

FA Cup
- 2014 med Arsenal